# ミレニアム・チャレンジャー!
『ミレニアム・チャレンジャー!』は宝塚歌劇団の舞台作品。宙組公演。形式名は「グランド・ショー」。15場。
作・演出は石田昌也。併演作品は『望郷は海を越えて』。

## 解説
※『宝塚歌劇100年史（舞台編）』の宝塚大劇場公演参考。
若さとフロンティア精神溢れる宙組がチャレンジした、無国籍感覚でバラエティに富んだグランド・ショー。TRFのダンサー・SAMが振付に参加した。SAM振付の「十二支」の場面では、斬新なダンスパフォーマンスが新風を巻き起こした。和央ようかを中心とする新生宙組による初のショーは、古いものと新しいものがクロスオーバーする、とびきり楽しくてエネルギッシュな舞台となった。

## 公演期間と公演場所
- 2000年8月18日 - 9月25日　宝塚大劇場[1]
- 2000年9月22日 - 10月29日　TAKARAZUKA1000days劇場（東京）[2]
- 2001年2月3日 - 2月22日　中日劇場[3]

## スタッフ
※氏名の後ろに「宝塚」、「東京」、「中日」の文字がなければ全劇場共通。
- 作曲・編曲：西村耕次/南安雄/ボブ佐久間/小野寺忠和/SASA
- 音楽助手：大谷木靖
- 振付：藍エリナ/前田清実/入江利明/SAM
- 装置：石濱日出雄/関谷敏昭
- 衣装：有村淳
- 照明：安藤俊雄
- 音響：加門清邦
- 小道具：伊集院撤也
- 効果：切江勝
- 演出助手：藤井大介/鈴木圭
- 装置補：広森守
- 照明補：西川佳孝
- 小道具補：田中武彦
- 舞台進行：森田智広
- 舞台監督：藤村信一（東京）/中村兆成（東京）/香取克英（東京）/宮脇学（東京）
- 舞台美術製作：株式会社宝塚舞台
- 演奏：宝塚歌劇オーケストラ（宝塚・中日）
- 録音演奏：宝塚歌劇オーケストラ（東京）
- 制作：北野靖

## 特別出演
※氏名の後ろの（）は2000、2001年当時の所属組。

### 宝塚
- 湖月わたる（専科）
- 樹里咲穂（専科）

### 中日
- 樹里咲穂（専科）
- 彩輝直（専科）

## 主な配役

### 宝塚・東京
宝塚
- ミレニアムの青年S、ジャズの男S、ダンディー、紳士S、辰、ミレニアムの紳士、フィナーレの男S - 和央ようか
- ミレニアムの娘S、ジャズの女S、女バーテンダー、淑女S、九尾の狐、モナリザ、ミレニアムの美女、フィナーレの女S - 花總まり
- ミレニアムの青年A、荒波の男S、紳士A、寅、ガイA、フィナーレの男A - 湖月わたる
- ミレニアムの青年A、ジャズの男、紳士A、青年、ガイA、フィナーレの男A - 樹里咲穂
- ジャズの男、紳士A、画家、ガイA - 水夏希

東京の変更点
- ミレニアムの青年A、荒波の男S、寅、ガイA、フィナーレの男A - 樹里咲穂
- ミレニアムの青年A、ジャズの男、紳士A、青年、画家、ガイA、フィナーレの男A - 彩輝直
- ジャズの男、紳士A、丑、ガイA - 水夏希

### 中日
- ミレニアムの青年S、ジャズの男S、ダンディー、紳士S、辰、ガイS、ミレニアムの紳士、フィナーレの男S - 和央ようか
- ミレニアムの娘S、ジャズの女S、女バーテンダー、淑女S、九尾の狐、モナリザ、ミレニアムの美女、フィナーレの女S - 花總まり
- ミレニアムの青年A、ジャズの男、紳士A、青年、画家、ガイA、フィナーレの男A - 彩輝直
- ミレニアムの青年A、荒波の男S、紳士A、寅、ガイA、フィナーレの男A - 樹里咲穂
- ジャズの男、紳士A、ガイA - 水夏希